# ITF Men’s World Tennis Tour
ITF Men’s World Tennis Tour, do 2018 ITF Men’s Circuit – cykl profesjonalnych turniejów tenisowych, organizowanych przez ITF, obejmujący męskie rozgrywki o najniższych pulach nagród w zawodowym tenisie.
Początkowo w skład cyklu wchodziły turnieje określane mianem "Satellites" (istniejące do 2007 roku), które były rozgrywane przez kilka tygodni w roku. Pod koniec lat 90. wprowadzono dodatkowo rozgrywki "Futures" o puli nagród, nieprzekraczającej 25 000 dolarów amerykańskich. Obecnie ITF Men's World Tennis Tour obejmuje turnieje dwóch kategorii: o puli nagród do 15 000 $ oraz do 25 000 $.
Punkty uzyskane w ramach ITF Men's World Tennis Tour są wliczane do rankingu ATP.
Wyższym od ITF Men’s Circuit szczeblem rozgrywkowym są turnieje zaliczane do ATP Challenger Tour. Odpowiednikiem tego cyklu w rozgrywkach kobiecych jest ITF Women’s World Tennis Tour.

## Podział punktów
Poniższa tabela przedstawia podział punktów na poszczególne rundy turniejów o różnej puli nagród. Kwalifikacje do turniejów tej rangi są niepunktowane.
| Pula nagród       | W  | F  | SF | QF | R16 | R32 |
| ----------------- | -- | -- | -- | -- | --- | --- |
| 25 000$/25 000$+H | 20 | 12 | 6  | 3  | 1   | –   |
| 15 000$/15 000$+H | 10 | 6  | 4  | 2  | 1   | –   |